# Gorilla Zoe
Алонзо Матис (с англ. Alonzo Matis; род. 26 января 1983 в Атланта, Джорджия) — американский рэп-исполнитель, более известный под своим сценическим псевдонимом Gorilla Zoe. С 2006 года участник группы Boyz N Da Hood. Его сольный альбом Welcome to the Zoo вышел в 2007 году, его другие два альбома Don’t Feed Da Animals и King — Kong были выпущены в 2009 и 2011.

## Биография
В 2006 он заменил Янга Джеизи в качестве члена группы Boyz N Da Hood. Вместе с Юнг Джоком выпустил два сингла «Coffee Shop» и «Bottle Poppin’» которые впоследствии попали в чарты Billboard. Затем он подписал контракт с лейбами Block Entertainment и Bad Boy South.

### 2007
19 июня 2007 Gorilla Zoe выпускает свой первый сингл «Hood Figga», сингл сразу же попал в Billboard 100. Его первый сольный альбом «Welcome to the Zoo» был выпущен в октябре 2007 года, альбом достиг восемнадцатой строчки в Billboard 200, восьмой строчки в Топ R&B, Hi-Hop Albums, и третьей в Top Rap Albums. Gorilla Zoe был выбран в 2007 на XXL Freshmen, вместе с другими рэперами Saigon, Plies, Rich Boy, Joell Ortiz, Lupe Fiasco, Lil Boosie, Crooked I, Papoose & Young Dro.

### 2009
28 октября 2008 Gorilla Zoe выпускает первый сингл со своего второго студийного альбома под названием «Lost». 17 марта Gorilla Zoe выпускает свой второй сольный альбом Don’t Feed da Animals, который с продажами в 29 000 экземпляром возглавил Billboard Albums Chart Top Rap. Второй сингл «What It ls» спродюсированный Риком Россом и Kollosus, а также третий сингл «Echo».

### 2010—2011
В феврале 2010 года Gorilla Zoe выпускает микстейп на сайте микстейпов DatPiff.com. Gorilla Zoe в настоящее время работает с Die, также он выпустил EP под названием I m Atlanta 3, альбом доступен на iTunes. 14 июня 2011 года он выпускает свой третий альбом King — Kong, альбом не был столь успешным и, в отличие от других его альбомов, не попал в Billboard 200. Копий альбома было продано лишь 10300 за неделю. Allmusic оценил альбом в три с половиной звезды из пяти.

### 2014-настоящее время
В мае 2014 после двух летнего перерыва Gorilla Zoe выпускает новый микстейп под названием Recovery, также в этом году он подписал контракт с Флоу Райда и лейблом International Music Grup.

## Дискография
- 2007: Welcome to the Zoo
- 2009: Don’t Feed da Animals
- 2011: King Kong
- 2017: Don’t Feed da Animals 2
- 2017: Gorilla Warfare
- 2019: I Am Atlanta 4ever
- 2020: 31 DAYS OF COVID-19
- 2020: Summer of the Flying Saucer
- 2020: Vaccine
- 2020: Don’t Feed the Animals 3
- 2025: Don’t Feed the Animals 4